# 水甘草
水甘草（学名：Amsonia sinensis）为夹竹桃科水甘草属的植物，为中国的特有植物。分布在中国大陆的江苏、安徽等地，多生长在水边，目前尚未由人工引种栽培。
其种加词“sinensis”意为“中华的”。
现接受名为水甘草（Amsonia elliptica (Thunb.) Roem. & Schult., 1819）。

## 异名
- Amsonia sinensis Tsiang et P. T. Li

## 延伸阅读
[在维基数据编辑]
 《欽定古今圖書集成·博物彙編·草木典·水甘草部》，出自陈梦雷《古今圖書集成》
 《植物名實圖考·水甘草》，出自吳其濬《植物名實圖考》